# Trattato di mutua assistenza sovietico-estone
Il trattato di mutua assistenza sovietico-estone fu un accordo bilaterale siglato a Mosca il 28 settembre 1939. Il documento vincolava entrambe le parti a rispettare reciprocamente la sovranità e l'indipendenza e consentiva al governo sovietico di stabilire basi militari in Estonia. Queste basi facilitarono l'acquisizione sovietica del paese nel giugno 1940.
Il patto venne firmato dal ministro degli affari esteri estone Karl Selter e dal commissario agli affari esteri sovietico Vjačeslav Molotov. Le ratifiche furono scambiate a Tallinn il 4 ottobre 1939 e il trattato entrò in vigore lo stesso giorno: questo fu poi registrato nell'elenco dei trattati della Società delle Nazioni il 13 ottobre 1939.

## Antefatti
Nel settembre del 1939 l'Unione Sovietica si assicurò il controllo sugli stati baltici grazie al patto Molotov-Ribbentrop. I sovietici invasero la Polonia il 17 settembre, concludendo le operazioni il 6 ottobre. Dopo aver occupato la Polonia orientale, fecero pressioni sulla Finlandia e sui paesi baltici affinché concludessero trattati di mutua assistenza. I sovietici misero in dubbio la neutralità dell'Estonia in seguito alla fuga di un sottomarino polacco il 18 settembre. Una settimana più tardi, il 24 settembre, il ministro degli esteri estone Karl Selter si vide consegnare un ultimatum da Mosca. I sovietici chiesero la conclusione di un trattato di mutua assistenza che prevedesse l'istituzione di basi militari in Estonia. Il governo estone cedette alla richiesta.

## Articoli del trattato
Il trattato era così schematizzato:
- Art.1: prevedeva la cooperazione militare tra le parti in caso di attacco da parte di terzi.
- Art.2: obbligava il governo sovietico ad assistere il governo estone nella fornitura di armamenti.
- Art.3: permetteva al governo sovietico di stabilire basi militari e navali sul territorio estone.
- Art.4: obbligava i due governi a non stringere alleanze militari ai danni della controparte.
- Art.5: prevedeva che i trattati politici ed economici e la sovranità di entrambe le parti non fosse intaccata. Sanciva esplicitamente che le aree in cui dovevano costruirsi le strutture militari sarebbero rimaste territorio estone.
- Art.6: riguardava la ratifica e statuiva un termine di durata decennale, con un'opzione di proroga per altri cinque anni.
- Art.7: stabiliva che il trattato sarebbe stato ufficialmente redatto in lingua russa e in lingua estone.

## Conseguenze

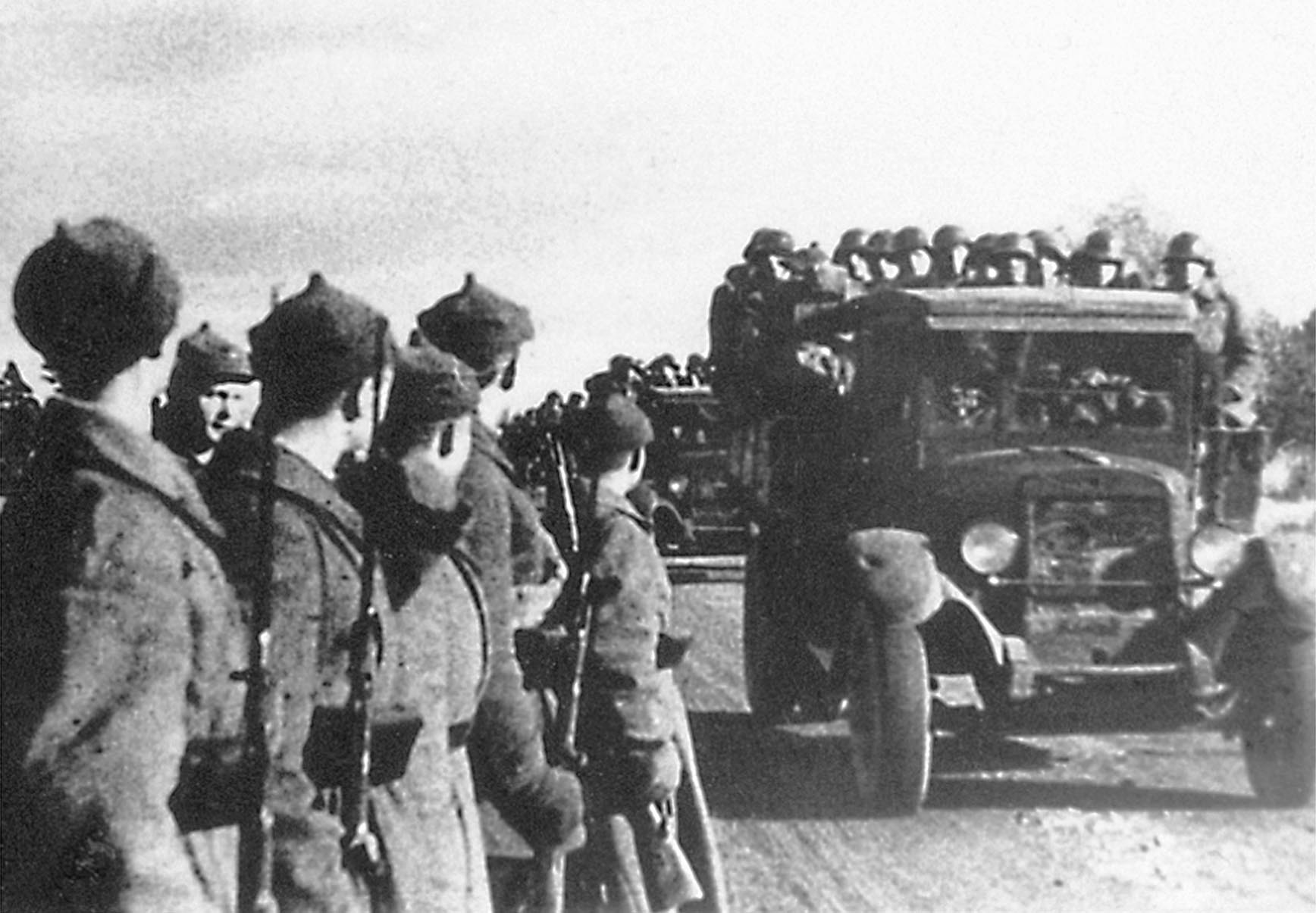
L'Armata Rossa entra in Estonia nel 1939 dopo che quest'ultima era stata costretta a firmare il trattato di basi

I sovietici stipularono trattati simili con la Lettonia il 5 ottobre e la Lituania il 10 ottobre. Quest'ultimo trattato trasferiva la regione di Vilnius alla Lituania, prima in mano ai polacchi. La Finlandia fu invitata ad avviare negoziati simili il 5 ottobre. A differenza dei paesi baltici, i negoziati finlandese-sovietici proseguirono durati settimane senza portare a nessun risultato.
Nell'ottobre 1939, il governo sovietico iniziò a stanziare truppe in Estonia in numero superiore alle forze armate estoni. Fu anche grazie a questa manovra che il governo sovietico ottenne gradualmente la supremazia sul territorio dell'Estonia. Ciò permise alle forze sovietiche di affondare la nave mercantile estone Kassari al largo dell'isola di Hiiumaa il 10 dicembre 1939 senza che seguisse alcuna risposta armata del governo locale.
I sovietici colpirono la Finlandia il 30 novembre.
Il 17 giugno 1940 i sovietici occuparono e annessero l'Estonia dopo aver invaso anche gli altri due stati baltici.